# اوورتون (تگزاس)
اوورتون، تگزاس(به انگلیسی: Overton, Texas) شهری در ایالت تگزاس از ایالات جنوبی ایالات متحده آمریکا است. در سرشماری سال ۲۰۰۰، جمعیت این شهر ۲۳۵۰ نفر اعلام شد.